# Bågnäbbar
Bågnäbbar (Pomatostomidae) är en liten familj av ordningen tättingar som förekommer i Australien och på Nya Guinea.

## Kännetecken
Bågnäbbarna är mycket sociala fåglar som söker efter frön och ryggradslösa djur på marken eller bland bark på träd. De har lång stjärt, starka fötter och ben, och som namnet avslöjar bågformade näbbar. Intressant är att de aldrig har observerats dricka vatten. De har istället anpassat sig till den torra miljön de lever i genom att kunna få ut det vatten de behöver från födan.

## Släktskap
Arterna i familjen placerades tidigare bland timaliorna och kallades därför tidigare australtimalior på svenska. De är dock endast avlägset släkt och utgör istället en egen utvecklingslinje, närmast marksmygarna i Orthonynchidae. Tillsammans är de systergrupp till alla oscina tättingar utom lyrfåglar, snårfåglar, lövsalsfåglar och australkrypare.

## Släkten och arter i familjen
Familjen består av fem arter i två släkten med utbredning enbart på Nya Guinea och i Australien:
- Garritornis –  papuabågnäbb (G. isidorei)
- Pomatostomus
  - Gråkronad bågnäbb (P. temporalis)
  - Vitstrupig bågnäbb (P. halli)
  - Vitbrynad bågnäbb (P. superciliosus)
  - Brunkronad bågnäbb (P. ruficeps)

## Status och hot
IUCN bedömer att inga arter i familjen är hotade och betraktar deras populationer som livskraftiga.